# Горенье
Горенье — деревня на северо-западе Бежаницкого района Псковской области.  Входит в состав сельского поселения Ашевское.
Расположена в 29 км к северо-западу от райцентра Бежаницы и в 7 км к западу от села Ашево.
Численность населения деревни составляет 17 жителей (2000 год).
До 3 июня 2010 года деревня входила в состав ныне упразднённой Ашевской волости.